# コーヒー・リキュール
コーヒー・リキュールとは、主要な原料の1つにコーヒーを使用して作る、リキュールの総称である。コーヒー・リキュールは、リキュールの中の1つのジャンルなので、自動的に混成酒にも分類される酒である。また、リキュールなので、基本的に一定以上の濃度で糖分も含まれている。なお、コーヒー・リキュールの中には、コーヒー以外の香味原料として、バニラなども使用している例も見られ、そのような場合でも、通常コーヒー・リキュールに分類される。逆に、同じくコーヒー豆を使用しているリキュールとして、カプチーン・コーヒー・クリーム・リキュール、または、カプチーン・カフェ・クリーム・リキュール（Capucine Cafe Creme Liqueur）と呼ばれるリキュールも存在するが、こちらはクリーム・リキュールの1種であって、通常コーヒー・リキュールには分類されない（コーヒー・リキュールとは区別される）点に注意が必要である。

## 概要
コーヒー・リキュールは製品化されているものだけでも、何種類も存在する。コーヒー・リキュールには様々な銘柄があり、アイリッシュ・ウィスキー、中性スピリッツ、ブランデー、ラムなど、様々な酒がベースに選択され得るし、実際に選択されてきた。（選択の例は、「コーヒー・リキュールの銘柄」の節を参照のこと。）なお、リキュールの定義からは外れて混成酒となるものの、何らかの酒にコーヒー豆などを浸漬するなどの方法で、コーヒーの香味を移した酒はあちらこちらで見られる。事実、そのような混成酒は、特別な設備を使うことなく製造が可能であり、例えば、密閉できる容器に好きな蒸留酒を入れ、そこに焙煎したコーヒー豆を漬け込み、容器を密閉しておくだけでも出来上がる。その上、そうして出来た混成酒に、ある一定濃度以上に砂糖などを溶かし込むといった操作をすれば、正真正銘のコーヒー・リキュールが完成してしまう。このようなコーヒーを使った混成酒が、いつ頃か作られていたのかは定かではない。さらに、簡単に作ることができるため、コーヒー豆と酒のある地域であれば、自然発生的に製造が行われたのではないかとも言われ、発祥の地なども定かではない。なお、コーヒー・リキュールは、そのまま飲用されたり、カクテルの材料として利用されたりする他に、しばしば製菓にも利用される

。

## コーヒー・リキュールの銘柄
アイリッシュ・ベルベット （Irish Velvet）
アルコール度数20%、エキス分46%、アイリッシュ・ウィスキーがベース。
アマヤ （A'maya）
アルコール度数26度、エキス分44%、ブランデーがベース。
エクリッセ （Eclisse）
イタリア生まれのコーヒーリキュールで、イタリアンバーの本格的なエスプレッソマシーンを使って深煎り豆から抽出した濃いエスプレッソを4割使用して造られた「エクリッセ・エスプレッソ」と、そのエスプレッソにミルクをたっぷり加えた状態で造られた「エクリッセ・カプチーノ」の2種類が存在。アルコール度数は前者21度・後者17度、エキス分は前者32%・後者23%となっている。2003年7月24日よりアサヒビールを通じて日本国内でも販売されている。
カフェット （Caffeto）
アルコール度数28度、エキス分48%、サトウキビを原料とする蒸留酒がベース。コロンビア産のコーヒー豆を100%使って、コロンビアのボゴタ市で作られている。
カルーア （Kahlua）
アルコール度数26度、エキス分45%、中性スピリッツがベース。詳しくは、「カルーア」の記事を参照のこと。
ティア・マリア （Tia Maria）
アルコール度数26.5度、エキス分36.8%。元々はラムをベースとしていたが、1997年現在は中性スピリッツをベースとしている。詳しくは、「ティア・マリア」の記事を参照のこと。
ボルス・コーヒー （Bols Coffee）
1575年オランダ生まれのリキュール「ボルス」シリーズに属する一製品として、製造されているコーヒーリキュール。主としてコロンビア産コーヒー豆を使用している。アルコール度数24度、エキス分29%。2004年1月8日よりアサヒビールを通じて日本国内でも販売されている。
モカンボ・ウィスキー・コーヒー （Mokambo Whisky Coffee）
アルコール度数32度、エキス分25%、アイリッシュ・ウィスキーがベース。

## コーヒー・リキュールとカクテル
コーヒー・リキュール全般が使用されるカクテルとしては、例えば、オーガズム、ブラック・ルシアン、ホワイト・サテンなどが挙げられる。これらであれば、どのコーヒー・リキュールを選んでも問題はない。逆に、銘柄が限定されるカクテルも存在する。例えば、カルーア・ミルクならばカルーア以外のコーヒー・リキュールを使うことはできない。また、比較的、特定の銘柄が指定されやすいカクテルも存在する。例えば、ベルベット・ハンマー、ジャマイカ・ジョーならば、第1選択となるコーヒー・リキュールは、ティア・マリアである。

## 主な参考文献
- 福西 英三 『リキュールブック』 柴田書店 1997年7月1日発行 ISBN 4-388-05803-3
- 成美堂出版 編集 『リキュールとカクテルの事典』 成美堂出版 2001年8月20日発行 ISBN 4-415-00835-6